# Francisco Fernández Ochoa
Francisco Fernández Ochoa (Madrid, 25 de febrero de 1950-Cercedilla, Comunidad de Madrid, 6 de noviembre de 2006), también conocido como Paco Fernández Ochoa, fue un esquiador alpino español. Hasta la fecha, es el único español que ha logrado una medalla de oro en unos Juegos Olímpicos de Invierno, concretamente, en los Juegos Olímpicos de Sapporo 1972, en el eslalon especial. Era hermano de la también esquiadora Blanca Fernández Ochoa. Además de Blanca, sus hermanos Juan Manuel, Luis y Lola también fueron olímpicos.

## Biografía

### Inicios de su carrera deportiva
Nació en Madrid, pero creció en Cercedilla, población de la Sierra del Guadarrama, donde pasó gran parte de su vida. Era el mayor de ocho hijos. Su padre Francisco Fernández, gerente de la escuela de esquí del Puerto de Navacerrada, fue el primero en inculcarle la pasión por este deporte, que después imitaron sus hermanos Juan Manuel, Blanca, Luis y Lola.
En 1963 disputó su primera competición internacional, el Gran Premio de Andorra. Logró la cuarta posición en el eslalon especial y ganó la categoría juvenil. En quinto de Bachillerato dejó los estudios para dedicarse por completo al deporte.
En 1964 fue seleccionado para el equipo español promesas y ganó el Trofeo Primera Nieve en el Valle de Arán, derrotando por vez primera al entonces campeón de España Luis Viu.
En noviembre de 1966 sufrió una grave caída en Cervinia, a consecuencia de la cual le quedó una pequeña desviación de la columna vertebral y estuvo dos meses sin esquiar. Al año siguiente, se proclamó campeón de España de eslalon, gigante y de la combinada.

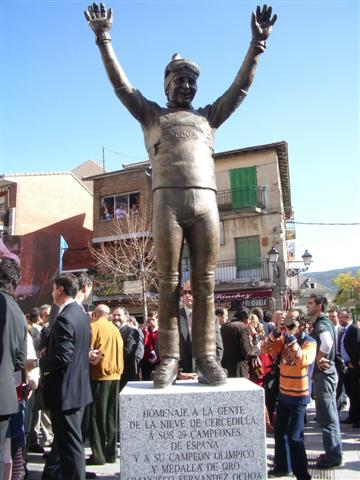
Estatua en Cercedilla dedicada a Fernández Ochoa

En 1968, hizo su debut olímpico en los Juegos de Grenoble, donde fue vigésimo tercero en eslalon y trigésimo octavo en descenso. Además, fue sexto en la prueba de gigante de Megève, valedera para la Copa del Mundo. Al año siguiente, ganó el gigante y especial de Andorra.
El 25 de enero de 1970 sufrió otro grave accidente durante el gigante en Megève, perdiendo el conocimiento durante varios minutos. Esa temporada participó en el Campeonato del Mundo de Val Gardena, donde fue noveno en el eslalon, trigésimo tercero en el gigante, cuadragésimo segundo en descenso y noveno en la combinada.
En 1971, consiguió el noveno lugar en el eslalon de Hahnenkamm, octavo en Megève y décimo en Åre, concluyendo en trigésimo noveno lugar en la Copa del Mundo.

### Cénit de su carrera deportiva

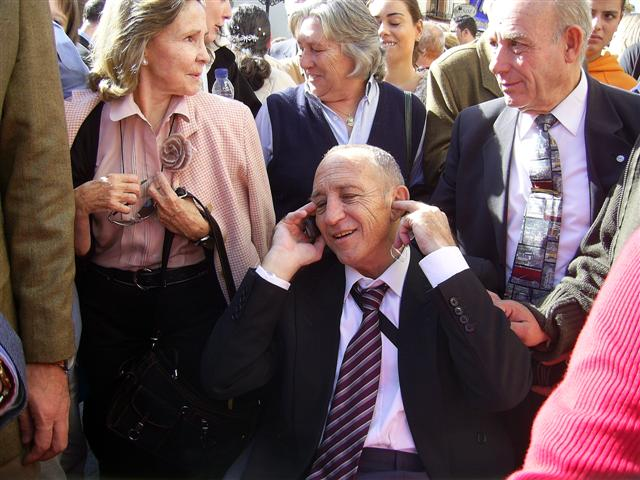
Homenaje recibido el 28 de octubre de 2006.

En su segunda participación olímpica, en Sapporo en 1972, compitió en el eslalon gigante y en el especial. Ganó la primera manga del especial, con un tiempo de 55:36, e hizo segundo en la otra manga, 53:91, tiempos que le dieron el oro el 13 de febrero.
Era la primera vez que un país considerado cálido y a la vez sin tradición de deportes de invierno conseguía una medalla y a nivel interno fue el tercer oro olímpico español, tras el conseguido por Amezola y Villota en pelota vasca (cesta punta) en los Juegos Olímpicos de París 1900 y el de hípica en Ámsterdam 1928, lo que le convirtió en héroe nacional a su llegada a España. Ese verano fue el abanderado del equipo olímpico español en los Juegos de Múnich.
Ese mismo año fue décimo en la clásica de Lauberhorn (Suiza) y séptimo en la de Hahnenkamm (Austria).
En 1973 fue decimoquinto en la Copa del Mundo, mientras en la Copa de Europa acabó quinto en la general y tercero en el especial. Además, fue séptimo en eslalon en Lauberhorn.
En febrero de 1974 disputó los Campeonatos del Mundo de Saint Moritz, en los que fue bronce en el eslalon, vigésimo cuarto en el gigante y ocupó el puesto 54 en el descenso. Al mes siguiente, consiguió en Zakopane (Polonia) su única victoria en una prueba de la Copa del Mundo al vencer el eslalon y fue tercero en esta prueba en Vysoké Tatry (Checoslovaquia, actual Eslovaquia), resultados que le permitieron acabar en novena posición de la Copa del Mundo, su mejor lugar final histórico.
Sus mejores actuaciones durante la temporada 1974-75 fueron los segundos puestos en la combinada en Kitzbühel y Megève, el cuarto en el eslalon de Sun Valley y los quintos en el eslalon de Wengen y de Chamonix.
Junto a su hermano Juan Manuel, en 1976 participó en los Juegos Olímpicos-Campeonatos del Mundo de Innsbruck, donde acabó sexto en la combinada, noveno en el eslalon, vigésimo cuarto en el gigante y trigésimo quinto en el descenso.
En la Copa del Mundo 1979-80 se colocó entre los diez primeros en la combinada de tres pruebas y, en los Juegos Olímpicos-Campeonatos del Mundo de Lake Placid de 1980, su mejor puesto fue el quinto en la combinada mundialista.
A continuación, permaneció en Estados Unidos durante tres años compitiendo como profesional e impartiendo cursillos en Francia y Suiza.
Alejado desde entonces de la competición y dejando atrás 39 títulos nacionales, regresó a España donde representó a una marca de ropa deportiva. También, abrió dos tiendas de material deportivo en Madrid.

### Una personalidad para los deportes de nieve
Desde 1988 formó parte el Comité Ejecutivo de la candidatura de Sierra Nevada para los Campeonatos del Mundo de 1995 y en mayo de 1990 se encargó de la presentación ante la Asamblea de la FIS de la sede andaluza, que consiguió la elección. En su organización, aplazada hasta febrero de 1996 por falta de nieve, fue miembro técnico del comité organizador y se encargó de presentar con su hermana Blanca la ceremonia inaugural.
Durante la década de 1990 y por designación del presidente de la FIS, Marc Hodler, fue miembro de su Comité Ejecutivo, pero a comienzos de 1999 renunció ante la negativa a cederlo a ningún representante de la nueva directiva de la Federación Española de Deportes de Invierno (FEDI).
Desde 1995 fue miembro de una comisión técnica de la FEDI encargada de supervisar y controlar la preparación de los equipos nacionales, pero la relación con la federación se rompió con la llegada del equipo encabezado por Luis Algar (1998).
En septiembre de 2002 formó parte de la candidatura a la presidencia de la FEDI encabezada por Antonio Fernández-Coppel, que fue derrotada por la de Eduardo Roldán.

### Su último año

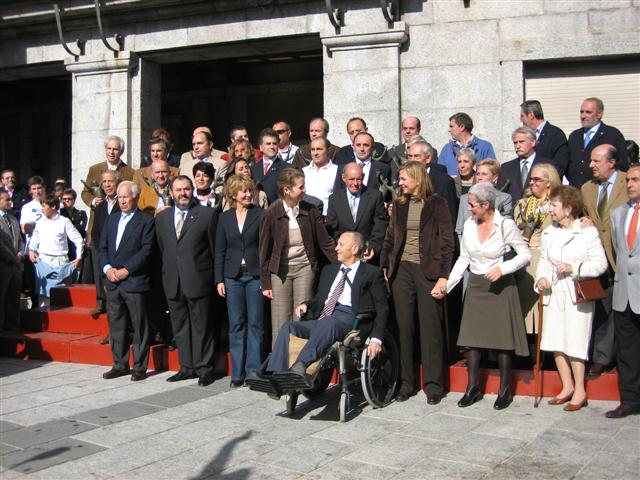
Los 29 campeones homenajeados en Cercedilla el 28 de octubre de 2006.

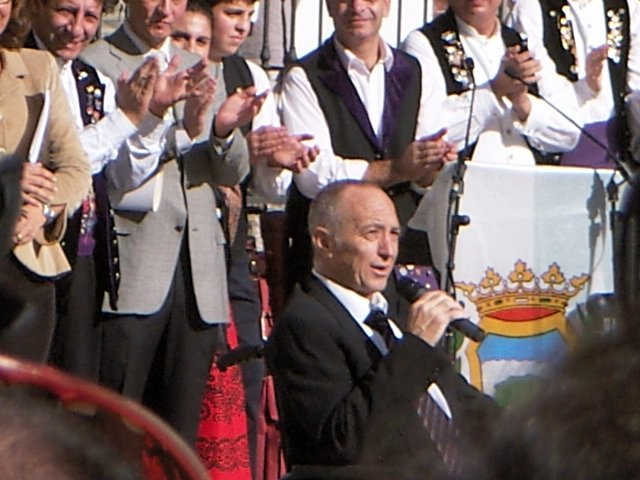
Paquito en el homenaje de Cercedilla.

El 3 de enero de 2006 fue intervenido quirúrgicamente, como consecuencia de una grave enfermedad que sufría desde hacía tiempo, en un hospital madrileño. Meses después, el 29 de agosto tuvo que pasar de nuevo por el quirófano en su lucha con el cáncer linfático que padecía. 
El 27 de octubre de 2006 recibió un homenaje en Cercedilla, organizado por la Asociación Cultural de Cercedilla, al cual acudió todo el pueblo y numerosa gente aficionada al esquí. Se homenajeó a veintinueve campeones con una estatuilla y el acto acabó con el descubrimiento de una escultura del esquiador recogiendo la medalla de Sapporo y un emotivo discurso de "Paquito" a su pueblo. Al acto acudieron las infantas Elena y Cristina, el secretario de Estado para el Deporte, Jaime Lissavetzky, Olga Viza como presentadora y la presidenta de la Comunidad de Madrid, Esperanza Aguirre.
Tras la noticia de su muerte, el 6 de noviembre de 2006, su estatua en medio del pueblo se llenó de coronas oficiales y de gente anónima del pueblo y de otros lugares. La misa de su funeral se celebró en la iglesia parroquial de Cercedilla, a la que acudieron numerosas personalidades del deporte y la televisión así como cientos de personas anónimas a darle su último adiós. Fue enterrado en el cementerio municipal de Cercedilla.

## Vida privada
Gran parte del tiempo de la convalecencia de sus operaciones la dedicó a preparar su libro La vida: un eslalon, que tenía previsto presentar a finales de 2006 o comienzos del siguiente. Dicho libro fue presentado a título póstumo por su mujer poco después de su muerte.
En 1972 le impusieron la Medalla de Oro al Mérito Deportivo y la de Oro de Madrid, y en 2001 le fue concedida la Gran Cruz de la Real Orden del Mérito Deportivo.

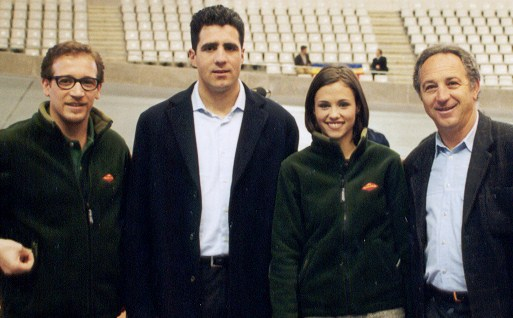
Fernández Ochoa junto a Carlos Beltrán y los campeones olímpicos Miguel Induráin y Estela Giménez, en la grabación de un programa de Escuela del deporte en el año 2000.

El 20 de diciembre de 1989 se incorporó al Comité Olímpico Español y en febrero siguiente entró a formar parte de su Comisión de Atletas.
Colaboró con TVE como comentarista de pruebas de su especialidad y desde septiembre de 1993 lo hizo para Telecinco.
Fue gran amigo de Alfonso de Borbón (se encontraba en la estación de Beaver Creek cuando Alfonso perdió la vida en la estación a finales de enero de 1989). Fue monitor del rey Juan Carlos I.
Muy aficionado a los toros, actuó como novillero en varios festivales benéficos (1996 y 1998).
Contrajo matrimonio el 29 de septiembre de 1973 con María Jesús (Chus) Vargas García. Eran padres de Bárbara, Paula y Francisco (Fran) y en el año 2006 fueron abuelos de un niño que se llama Amable, como su padre (Amable Losada Rodríguez).
El Ayuntamiento de Madrid, en reconocimiento a su figura como deportista, puso su nombre al centro polideportivo municipal del Barrio de la Peseta inaugurado en el año 2009.

## Palmarés

### Copa del Mundo (por temporada)
| Temporada | General | Eslalon | Eslalon Gigante | Combinada |
| --------- | ------- | ------- | --------------- | --------- |
| 1969      | 38      | 20      | -               | -         |
| 1970      | 55      | 34      | -               | -         |
| 1971      | 39      | 19      | -               | -         |
| 1972      | -       | -       | -               | -         |
| 1973      | 34      | 18      | 27              | -         |
| 1974      | 15      | 8       | -               | -         |
| 1975      | 9       | 7       | -               | -         |
| 1976      | 63      | -       | -               | 19        |
| 1977      | -       | -       | -               | -         |
| 1978      | -       | -       | -               | -         |
| 1979      | 91      | -       | -               | -         |
| 1980      | 33      | -       | -               | 5         |

### Copa del Mundo (podios)
1. Zakopane – 6 de marzo de 1974 (Eslalon) – Primero
2. Vysoké Tatry – 10 de marzo de 1974 (Eslalon) – Tercero
3. Kitzbühel – 19 de enero de 1975 (Combinada) – Segundo
4. Megève – 1 de febrero de 1975 (Combinada) – Segundo

### Copa de Europa
- Tercero en el Eslalon de 1973.

### Juegos Olímpicos/Campeonato del Mundo
| Temporada | Lugar       | Eslalon | Eslalon Gigante | Descenso | Combinada |
| --------- | ----------- | ------- | --------------- | -------- | --------- |
| 1968      | Grenoble    | 23      | 38              | 38       | -         |
| 1970      | Val Gardena | 9       | -               | -        | 9         |
| 1972      | Sapporo     | 1       | DSQ1            | -        | -         |
| 1974      | St. Moritz  | 3       | -               | -        | -         |
| 1976      | Innsbruck   | 9       | 24              | 35       | 6         |
| 1980      | Lake Placid | 22      | 22              | 27       | 5         |

Hasta 1980, los títulos de los Juegos Olímpicos suponían también los títulos mundiales.
(FIS Alpine World Ski Championships)

## Distinciones honoríficas
- Caballero Gran Cruz de la Real Orden del Mérito Deportivo (30/11/2001).[7]
- Caballero Gran Cruz de la Orden del Dos de Mayo (02/05/2007) [A título póstumo].

| Predecesor: Gonzalo Fernández México 1968 | Abanderado de España en los JJ. OO. de verano Múnich 1972        | Sucesor: Enrique Rodríguez Montreal 1976      |
| Predecesor: Aurelio García Grenoble 1968  | Abanderado de España en los JJ. OO. de invierno Sapporo 1972     | Sucesor: Él mismo Innsbruck 1976              |
| Predecesor: Él mismo Sapporo 1972         | Abanderado de España en los JJ. OO. de invierno Innsbruck 1976   | Sucesor: Él mismo Lake Placid 1980            |
| Predecesor: Él mismo Innsbruck 1976       | Abanderado de España en los JJ. OO. de invierno Lake Placid 1980 | Sucesor: Blanca Fernández Ochoa Sarajevo 1984 |